# Angelo Capranica

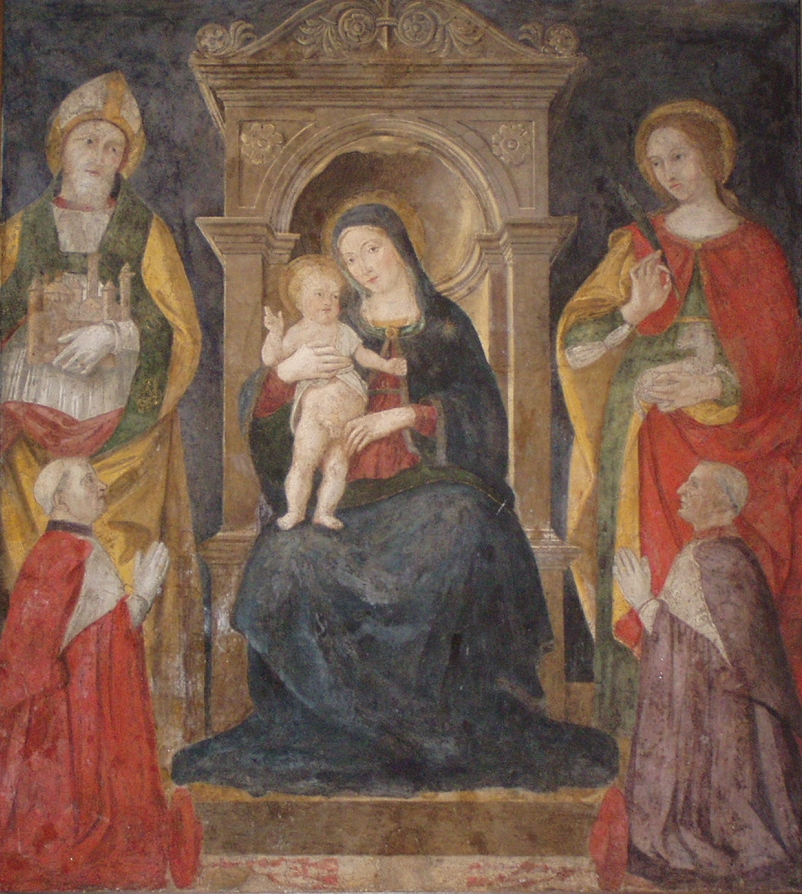
Die Kardinäle Domenico und Angelo Capranica kniend zu Füßen der Gottesmutter mit dem Kind und der Heiligen (Fresko von Antoniazzo Romano)

Wappen von Kardinal Angelo Capranica

Angelo Capranica (* ca. 1415 in Rom; † 1478 ebenda; bekannt als Kardinal von Santa Croce oder Kardinal von Rieti) war ein italienischer Kardinal und Bischof der römisch-katholischen Kirche.

## Biografie
Angelo Capranica wurde um 1415 in Rom als Sohn von Niccoló Pantagati da Capranica und seiner Frau Iacobella geboren. Er war der jüngere Bruder von Domenico Capranica, der 1423 Kardinal wurde, aber erst viel später von Papst Eugen IV. als solcher anerkannt wurde. Angelo wurde am 4. Mai 1447 von Papst Nikolaus V. auf den Bischofssitz von Ascoli Piceno und am 25. September 1450 auf den Sitz von Rieti versetzt. Angelo diente auch als Gouverneur von Cesena und Foligno. Kurz nach dem Tod seines Bruders im August 1458 ernannte ihn Papst Pius II. im September 1458 zum Statthalter von Bologna. Domenico hatte kurz vor seinem Tod in seinem Palast ein Seminar gegründet, das Almo Collegio Capranica; das jüngere Capranica erweiterte den Palast und öffnete ihn 1460 für Studenten.
Im Konsistorium, das am 5. März 1460 in Siena abgehalten wurde, ernannte Papst Pius II. Capranica zum Kardinalpriester. Capranica kam in Siena am 21. März 1460 an und erhielt später am selben Tag den Kardinalshut. Am 26. März 1460 erhielt er mit der Titelkirche Santa Croce in Gerusalemme den früheren Titel seines Bruders.
Im April 1460 wurde Angelo als Päpstlicher Legat a latere nach Bologna berufen. Am 31. Dezember 1460 kehrte er nach Rom zurück. Am 18. Mai 1461 verließ er Rom ein zweites Mal in Richtung Bologna und kehrte am 17. November 1461 zurück. Am 23. Februar 1463 reiste er ein drittes Mal nach Bologna, bevor er am 24. März 1464 dem päpstlichen Hof in Siena wieder beitrat. 
Angelo nahm am päpstlichen Konklave von 1464 teil, das Papst Paul II. wählte. Der neue Papst erneuerte am 1. Oktober 1464 die Ernennung Capranicas zum Legaten a latere und Capranica reiste am 12. Januar 1465 nach Bologna ab. Am 27. November kehrte er nach Rom zurück, am 6. Mai 1466 reiste er erneut nach Bologna und kehrte am 10. Januar 1468 nach Rom zurück.
Am 9. Januar 1469 begleiteten Kardinal Capricana und Kardinal Roderic Llançol i de Borja Friedrich III., Kaiser des Heiligen Römischen Reiches, von Rom nach Viterbo.
Angelo nahm am päpstlichen Konklave von 1471 teil, das Papst Sixtus IV. wählte. Am 23. November 1471 ernannte ihn der neue Papst zum päpstlichen Legaten bei den italienischen Fürsten zum Zwecke eines neuen Kreuzzuges gegen die Osmanen.
Am 11. Dezember 1472 wurde Angelo Kardinalbischof und übernahm die suburbikarische Diözese von Palestrina, behielt aber seinen Titel von Santa Croce in Gerusalemme in commendam bei. Angelo Capranica war zeitweise Abt in commendam des Vallombrosanerklosters San Pancrazio in Florenz und des Vallombrosanerlosters San Basilio di Cavata in der Diözese Parma sowie der Benediktinerklöster San Bartolomeo in Ferrara, Santa Sofia in Benevento und San Giovanni degli Eremiti in Palermo.
Am 9. April 1473 wurde Angelo Erzbischof von Fermo, dem ehemaligen Bischofssitz seines Bruders. Dort feierte er eine Synode, wurde aber bald krank und kehrte am 17. November 1473 nach Rom zurück, wo er am 17. Juni 1474 das Amt niederlegte.
Capranica starb am 3. Juli 1478 in Rom. Er ist in Santa Maria sopra Minerva in der gleichen Kapelle wie sein Bruder begraben.